# 天守
天守（日语：／ Tenshu */?），又稱為天守閣（日语：／ Tenshukaku），是日式城堡中位於頂端的閣樓和屋頂部份，也在視覺上最具衝擊力的一環，具有瞭望、指揮的功能。在日本傳統文化中，天守也是封建權利的象徵之一，代表擁有者有著強大的武力。
天守有時也寫成「殿主」、「殿守」、「天主」，明治時代以後又出現了「天守閣」的新稱呼。某些日式城堡中，较小的多重城郭根据其间程和规模被称为小天守、副天守和中天守。有很多小天守时，则根据其方向命名。附于主体城郭的城郭会称之为続櫓，附于天守的称之为附櫓，它们统称为附属櫓。
江户时代很少将天守作为居住空间，城主一般在本丸、二之丸和三之丸建造的御殿中处理政治事务以及日常生活，天守主要用作储存。江户时代初期有时忌惮在向德川幕府的报告时称城楼为“天守”，而现在这些起象征作用的城楼统称为天守建筑。安土桃山时代末，天守定位为最后的防御处，并常建于本丸，由围墙环绕。

## 名称來源
「てんしゅ」的汉字表记一开始有「殿主」、「殿守」、「天主」等。而「天守阁」则是明治时期前后开始使用的俗称。
1. 来自佛教思想中被持双山环绕、帝释天主持天部的须弥山形象。
2. 源于基督教思想，“天主”供奉在楼阁里。
3. 起源于岐阜城的天主由策彦周良被织田信长委托为岐阜城山麓修建的四层御殿命名（宫上说）。
4. 作为守护主殿的建筑物被称作「殿主」和「殿守」，随后“殿”字被转写为“天”。

大天守和小天守的“大”和“小”字在《金城温古録》蓬左文庫本的假名为「オウ」和「コ」（鶴舞図書館本则为「ヲホ」和「コ」），总体读作「オウテンシュ」和「コテンシュ」。此外《金城温古録》里一般论只有一例「大天守」的表记：尾張藩使用了「御天守」而非「大天守」。

## 歷史
最早的天守起源於室町幕府最后一代將軍足利義昭，位在室町第的御所建立，當時的名稱為天主，織田信長增建岐阜城時則稱為「天守」，這座四重天守也是名稱由「殿守」演變成「天守」的轉捩點，信長增建安土城則是第一個超過五重的天守。在安土城的「天主」前有很多被稱為「殿主」、「殿守」的四階櫓，如伊丹城、信貴山城、多聞山城、樂田城及江戶城的靜勝軒。最早消失及使用壽命最短的天守閣則是安土城的天守。

## 現存天守
「現存天守」是指自江戶時代或更早以前已經存在，並一直保留到現代的天守。相對而言，現時日本大部分其他天守屬於復元天守、復興天守或模擬天守，皆是二戰後重新建立。作為現存天守，大都符合以下其中一個或多個條件。

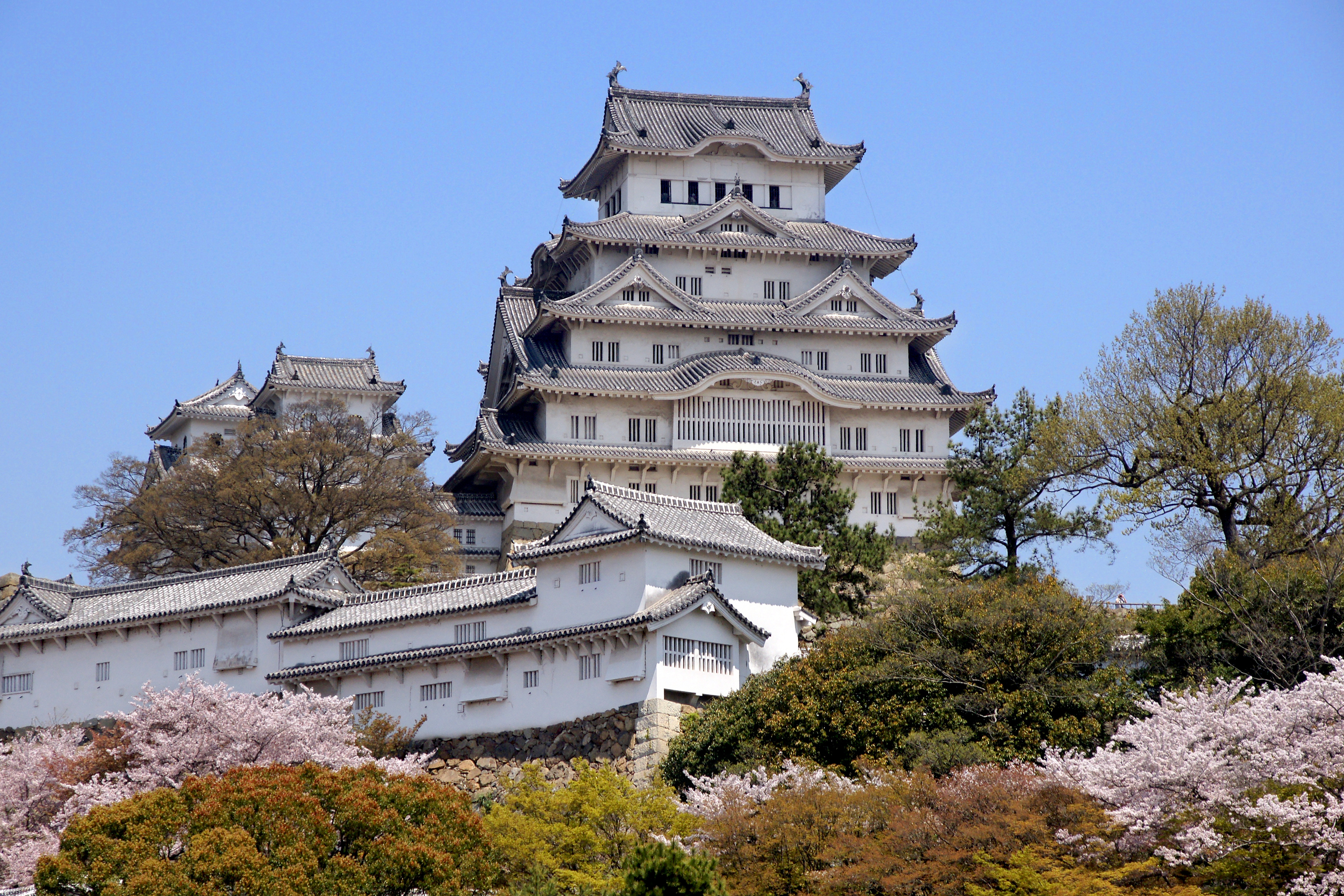
雖然經歷過多次復修，但依然幾乎與原貌無異（如姬路城及彦根城）
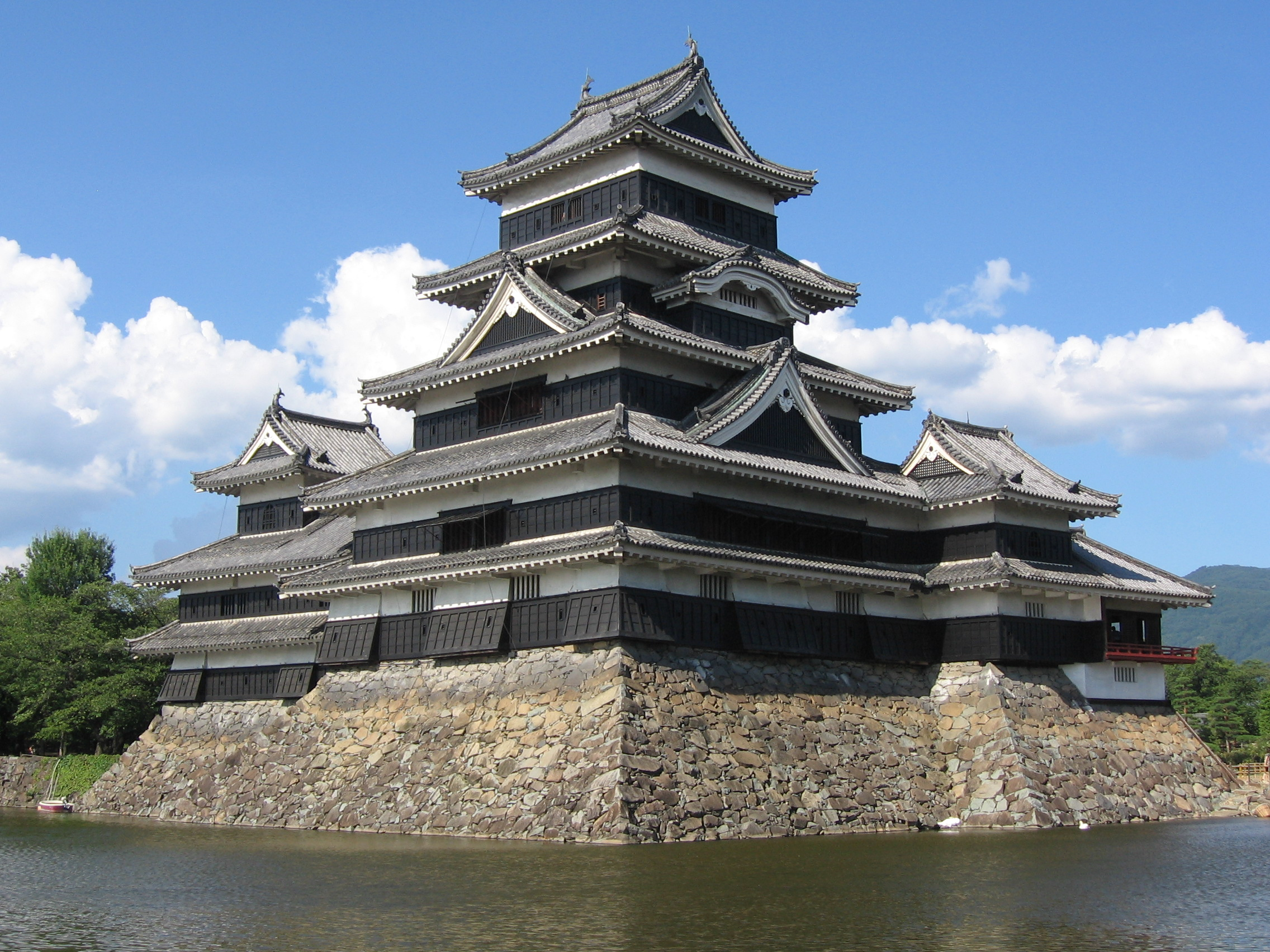
於本來既有天守的基礎上，使用原材料，按照原貌重建的天守（如犬山城、松本城、高知城、松江城等）
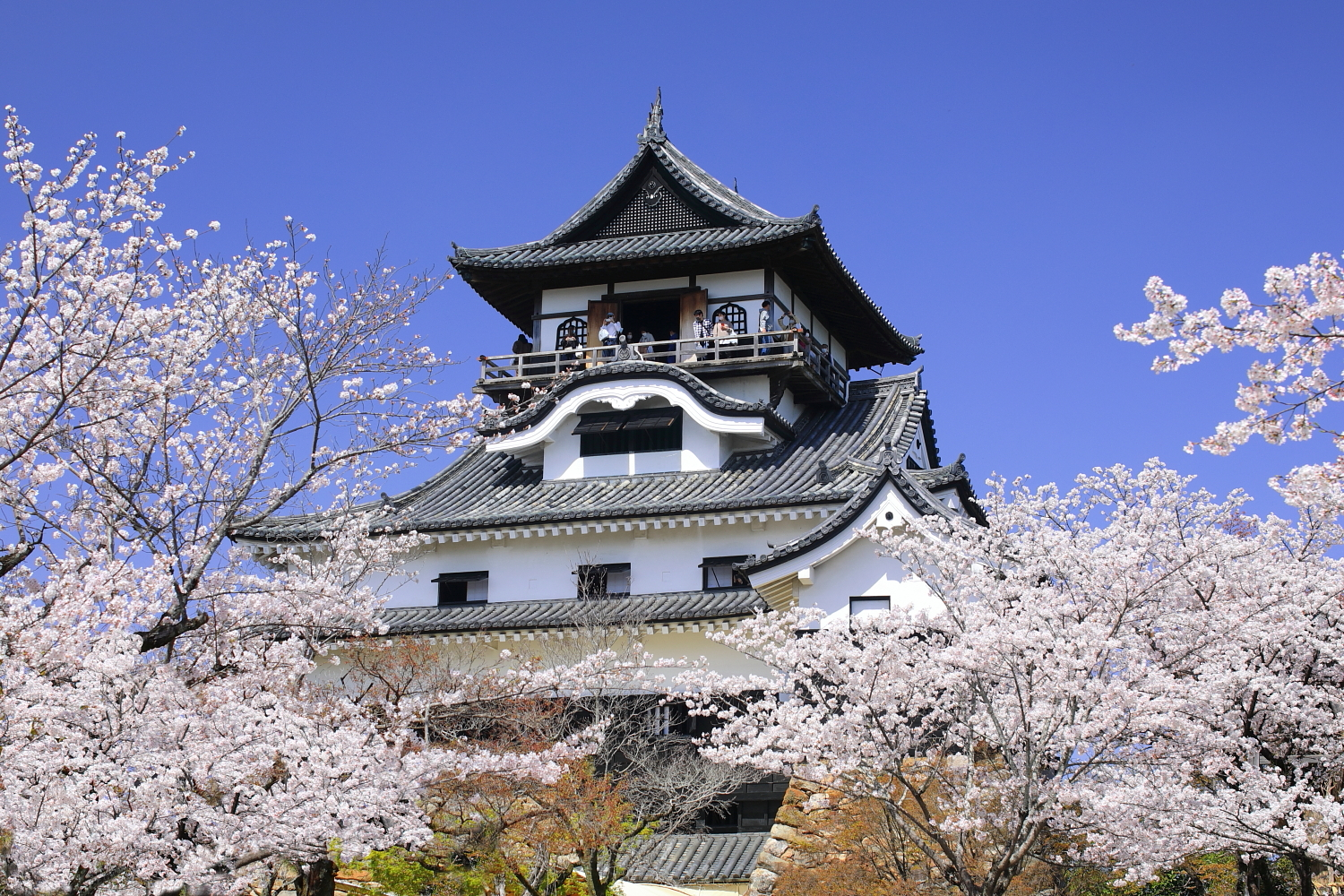
一部分附屬的建築已經被改建/燒毀，但天守主體保持原好（如宇和島城）
一部分附屬的建築在明治時代之前已經被拆毀，現時主剩下天守主體（如備中松山城、伊予松山城、弘前城、丸龜城等）
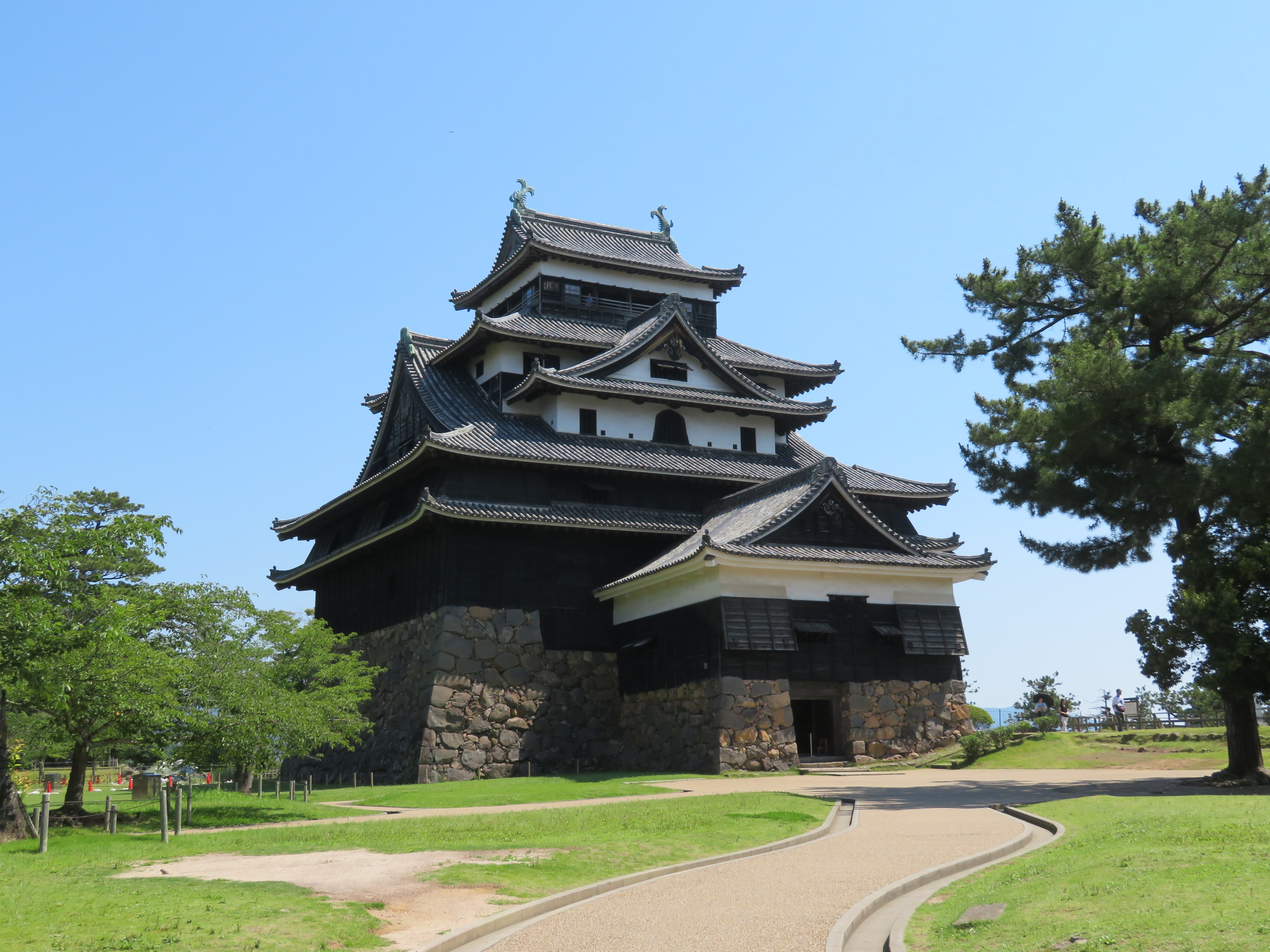
利用曾經遺失的原材料重新建立的天守（如丸岡城）

日本自明治6年（1873年）頒布廢城令起，開始拆毀各地城堡，最後約保留了60多座。後來這些要塞多被日軍拿來作為軍事駐地，因此二戰時成為美軍空襲轟炸的目標，不幸大半毀於戰火。現在只剩下12座，其中5座列為国宝，7座指定為重要文化財产，所以有「十二現存天守」、「国宝五城」、「七重文天守」等通稱用語。国宝五城中的姬路城於1993年登錄為世界遺產，成為日本第一個登錄的世界遺產。
| 城名       | 登錄狀態       | 地點           |
| ---------- | -------------- | -------------- |
| 姬路城     | 國寶、世界遺產 | 兵庫縣姬路市   |
| 松本城     | 國寶           | 長野縣松本市   |
| 犬山城     | 國寶           | 愛知縣犬山市   |
| 彥根城     | 國寶           | 滋賀縣彥根市   |
| 松江城     | 國寶           | 島根縣松江市   |
| 弘前城     | 重要文化財     | 青森縣弘前市   |
| 丸岡城     | 重要文化財     | 福井縣坂井市   |
| 備中松山城 | 重要文化財     | 岡山縣高梁市   |
| 丸龜城     | 重要文化財     | 香川縣丸龜市   |
| 伊予松山城 | 重要文化財     | 愛媛縣松山市   |
| 宇和島城   | 重要文化財     | 愛媛縣宇和島市 |
| 高知城     | 重要文化財     | 高知縣高知市   |

- 姬路城天守
- 松本城天守
- 犬山城天守
- 彥根城天守
- 松江城天守

## 近代天守建設
昭和年代後，為了地域振興，開始重建天守。

#### 復元天守

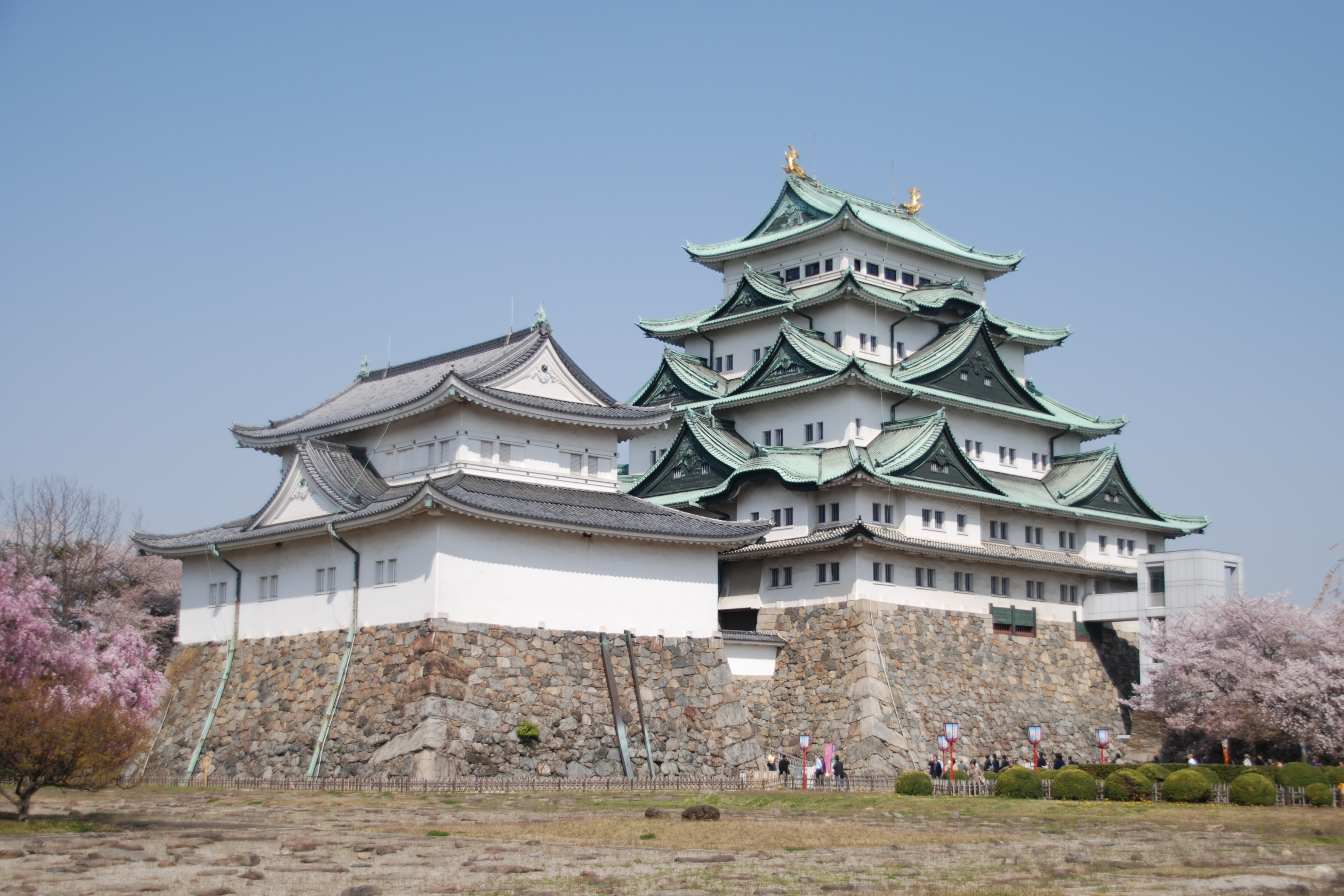
最初的外觀復元天守 名古屋城

至少在外觀上復元因火災・天災・破却・戰災而消失的天守，分成木造復元天守和外觀復元天守。

#### 復興天守

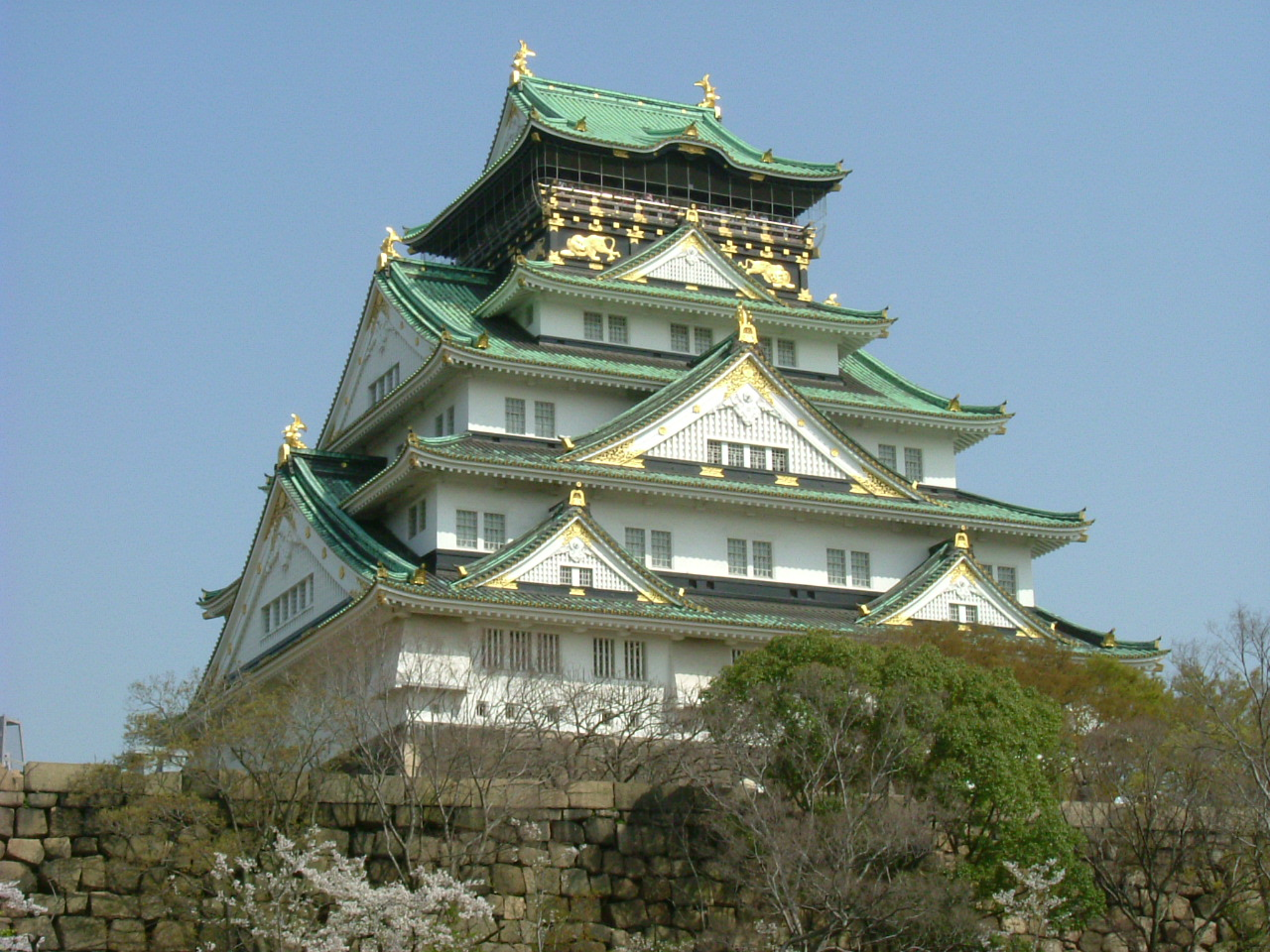
現存最古的復興天守 大阪城

確實存在過，並在原本的場所重建（不論是木造・RC造）的天守之中，因史料不足，在重建時規模、設計有所改變的天守。

#### 模擬天守

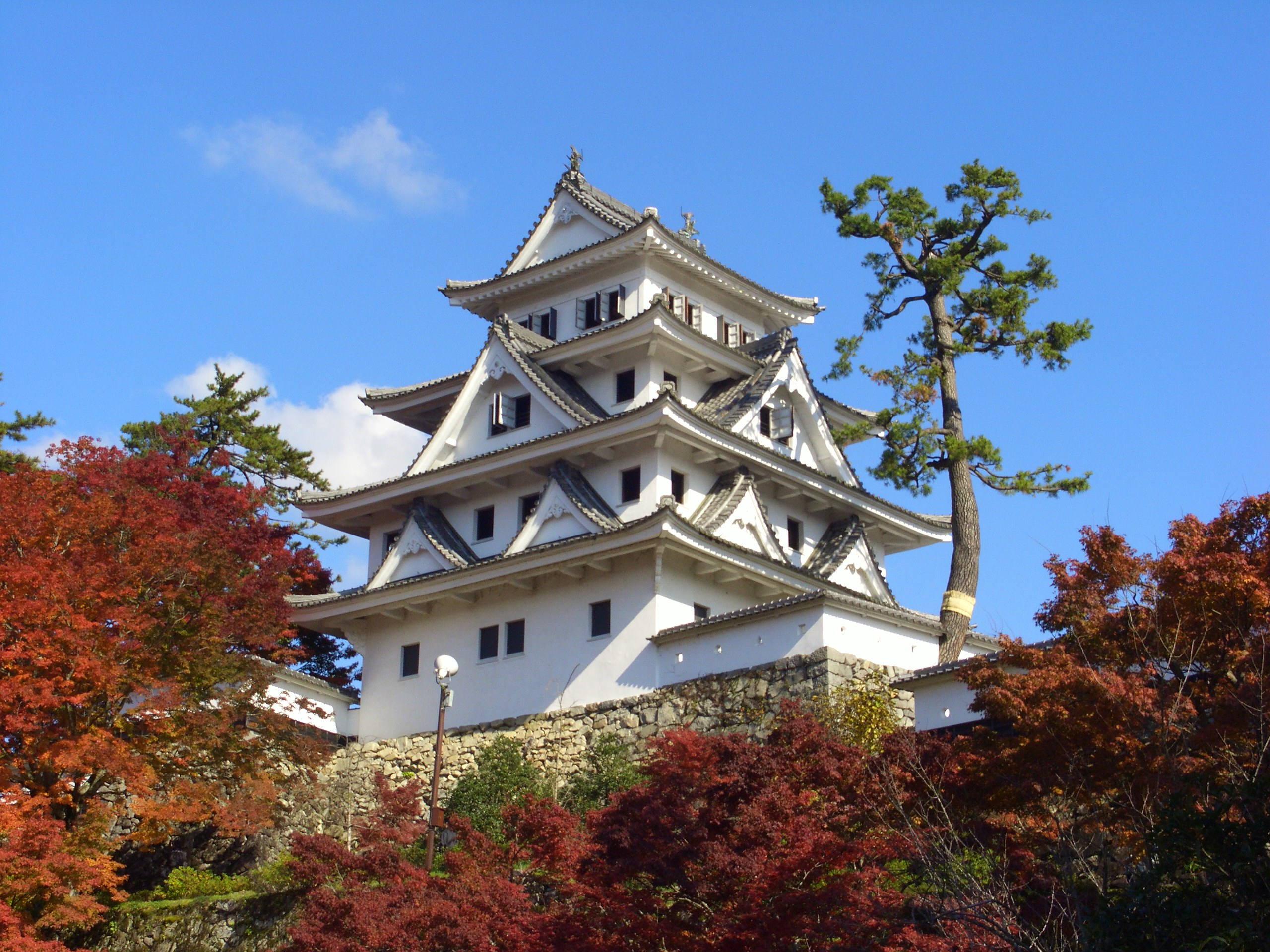
模擬天守（郡上八幡城）

城確實存在過，但在歷史上無天守或是天守存在與否不明的城所建的天守。
主要指以下的天守。
- 城確實存在過，歷史上無明確的無天守之城的天守（墨俣城等）
- 城確實存在過，但是，在天守存在與否不明的城所建的天守（今治城等）
- 存在過天守台，但是，未建設天守的城（伊賀上野城、富山城等）
- 存在過天守，但是，在不同場所重建的天守（伏見城、清洲城等）